# سيهناج سينغ
سيهناج سينغ (29 يوليو 1993 بشانديغار في الهند - ) هو لاعب كرة قدم هندي في مركز الوسط. شارك مع منتخب الهند تحت 20 سنة لكرة القدم ومنتخب الهند لكرة القدم. أما مع النوادي، فقد لعب مع نادي دلهي ديناموس ونادي موهون باغان ونادي مومباي لكرة القدم وMumbai Tigers FC ‏ وIndian Arrows ‏.

## وصلات خارجية
- سيهناج سينغ على موقع قاعدة بيانات كرة القدم.إي يو (الإنجليزية)
- سيهناج سينغ على موقع ناشيونال فوتبول تيمز (الإنجليزية)
- سيهناج سينغ على موقع Soccerway.com (الإنجليزية)